# Nicholas DiOrio
Nicholas DiOrio (ur. 4 lutego 1921 w Morgan Township, zm. 11 września 2003 w Green Tree) – amerykański piłkarz, grywał na pozycji napastnika. Uczestnik mundialu 1950. Członek National Soccer Hall of Fame.

## Kariera
DiOrio zaczynał w amatorskiej drużynie Morgan Strasser z którą w roku 1942, doszedł do finału w National Amateur Cup, gdzie drużyna Strasser nie sięgnęła tytułu, przegrywając z Fall River. Rok później w 1943, zdobył puchar National Amateur Cup wygrywając z Santa Maria S.C.. W roku 1944 ponownie drużyna Strasser trafiła do finału, lecz przegrała rywalizację z New York Eintracht S.C.. W 1946 DiOrio przeniósł się do Pittsburgh Indians. Następnie w roku 1947 trafił do Chicago Vikings. W roku 1949 powrócił do Morgan Strasser, z którą sięgnął po U.S. Open Cup. W roku 1950 został powołany na mistrzostwa świata 1950, które odbywały się w Brazylii, nie rozegrał ani jednego spotkania w barwach Stanów Zjednoczonych. W roku 1976, został wcielony w szeregi National Soccer Hall of Fame.